# Сомнение (Глинка)
«Сомнение» — романс-элегия М. И. Глинки на стихотворение Н. В. Кукольника. Написан в 1838 году; впервые опубликован в 1839 году. Один из наиболее известных и исполняемых романсов композитора.

## История
В конце 1830-х годов Глинка служил капельмейстером Придворной певческой капеллы и работал в школе при ней, обучая будущих певчих. В своих «Записках» он вспоминал: «В 1838 году, на масляной неделе, по недоразумению поссорился я с Гедеоновым и прекратил уроки в Школе. Тогда же для милой ученицы моей написал романс „Сомнение“ для контральто, арфы и скрипки; слова Н. Кукольника». Масленая неделя приходилась в тот год на 6-13 февраля; таким образом, романс можно достаточно точно датировать. Упоминаемая ученица — К. И. Колковская — обладала прекрасным контральто. Позднее Глинка переработал романс для голоса и фортепиано.
Сохранился автограф первой редакции для контральто, арфы и скрипки; автограф фортепианной редакции не обнаружен. Первая публикация романса состоялась в 1839 году, в первой тетради «Собрания музыкальных пьес», составленного Глинкой и изданного П. Гурскалиным. Впоследствии фирма Гурскалина «Одеон» выпускала романс отдельными изданиями для разных певческих голосов в сопровождении фортепиано, а также фортепиано и скрипки.

## Общая характеристика
Уймитесь, волнения страсти,

Засни, безнадежное сердце,

Я плачу, я стражду,

Душа истомилась в разлуке!

Я стражду, я плачу, —

Не выплакать горя в слезах.

Напрасно надежда

Мне счастье гадает,

Не верю, не верю

Обетам коварным!

Разлука уносит любовь.
По характеру и стилистике «Сомнение» представляет собой элегию. Плавная, выразительная мелодия постепенно развёртывается на фоне арфообразного триольного аккомпанемента. Однако распевность сочетается с декламационностью: мелодия прерывается паузами, делящими её на отдельные короткие мотивы. Б. В. Асафьев видит в этом безошибочно найденную интонацию, передающую то состояние человека, которое описывается строкой «Не выплакать горя в слезах», — когда душат слёзы и невозможно говорить спокойно. Дополнительную экспрессию мелодии придают интервалы уменьшенной терции и увеличенной секунды в третьем разделе.
Композитор А. Н. Серов, вспоминая своё первое впечатление от романса, назвал его «страстным, патетическим монологом». По мнению Б. В. Асафьева, в музыке Глинки страсть и «мучительно сдерживаемая ревность» постепенно отступают перед более общим и глубоким содержанием: «неизбывностью страдания, безусловностью горя, тщетностью надежды». Эти черты глинковской элегии — яркий драматизм, психологизм, мотивы разочарования и тягостных размышлений — оказали значительное влияние на русский романс 1840—1850 годов.

## Исполнители
«Сомнение» — один из наиболее популярных романсов Глинки. При жизни композитора его с большим успехом исполняла А. Я. Петрова, в том числе с аккомпанементом самого Глинки. Кроме того, в числе исполнителей в разные годы были Ф. И. Шаляпин, И. С. Козловский, А. Ф. Ведерников, Б. Р. Гмыря, А. П. Огнивцев, М. О. Рейзен, Е. Е. Нестеренко, Л. М. Сибиряков, Б. Т. Штоколов, Г. К. Отс, Н. Гедда, Н. Гяуров, Б. Христов, Н. А. Обухова, А. В. Нежданова, Е. В. Образцова и др.. Существуют также переложения для виолончели, струнного квартета, инструментального трио, оркестра и т. п.